# Snowboard
El snowboard, snowboarding, tabla sobre nieve,  tabla de nieve, tabla neval o incluso tablanieve es un deporte extremo de invierno, en el que se utiliza una tabla para deslizarse sobre una pendiente cubierta por nieve. El equipo básico para practicarlo son la mencionada tabla, las fijaciones y las botas. Se incorporó al programa de los Juegos Olímpicos de Invierno en 1998.

## Historia
A principios del 1910, cuando la gente quería fijar sus pies a un tablón de madera contrachapada mediante cuerdas de pesca y riendas de caballos para poder bajar por las pendientes de las montañas nevadas.
El snowboard empezó en el 1965 cuando Sherman Poppen, un ingeniero de Muskegon, Míchigan, inventó un juguete para sus hijas juntando dos esquíes y atándolos a una cuerda con la cual tener control sobre la tabla. Lo llamó snurfer -una fusión de dos voces: snow (nieve) y surf- y fue tan popular que Sherman Poppen vendió la licencia a una empresa, Brunswick Corporation, que consiguió vender cerca de un millón de snurfers durante la siguiente década, más de medio millón solo en 1966.
A principios de la década del 1970, Poppen organizó competiciones de snurfing en la estación de esquí de Míchigan que atrajo a aficionados de todo el país. Uno de ellos fue Tom Sims, un amante del skateboarding, que fabricó un snowboard en la escuela cuando cursaba octavo grado en Haddonfield, Nueva Jersey, allá por el año 1960. Su idea fue tapizar la parte superior de un trozo de madera y fijar una chapa de aluminio en la parte inferior que, posteriormente, a mediados de los años 1970 produjo y comercializó. Al mismo tiempo, Dimitrije Milovich, un entusiasta del surf que utilizaba las bandejas de la cafetería de la universidad para deslizarse por la nieve, construyó una tabla de snowboard llamada "Winterstick" inspirada en las tablas de surf convencionales. Varios artículos sobre las tablas Winterstick en revistas importantes del país ayudaron a publicitar este deporte tan joven.
En 1977, Jake Burton Carpenter, un joven de Vermont que llevaba desde los 14 años practicando el snurfing, impresionó a todos los asistentes de una competición de snurfing en Míchigan con las fijaciones que él mismo se había fabricado para fijar sus pies a la tabla. El mismo año, Jake Burton fundó Burton Snowboards en Londonderry, Vermont. Las tablas de nieve estaban hechas de tablones de madera flexibles y con fijaciones de esquí acuático. Al principio, muy pocas personas compraron sus tablas; sin embargo, con el tiempo Burton se convertiría en la mayor empresa de snowboard del mundo.
Las primeras competiciones de carreras en ofrecer premios en metálico fueron en el Campeonato Nacional de Snurfing, celebrado en el Parque Estatal de Muskegon, Míchigan. Jake Burton quiso competir con una tabla de las suyas y algunos participantes protestaron ya que consideraban que no era una tabla de snurfer, no obstante, algunos participantes abogaron para que Jake Burton pudiera competir con su tabla de nieve. La solución resultante fue la creación de otro "Open" o división en la que Jake Burton ganó al ser el único participante. Esta, está considerada como la primera competición de este deporte y que, además, ofrecía un premio en metálico.
El snowboard se hizo más popular al final de la década de los 70 y los 80; los pioneros como Dimitrije Milovich, Jake Burton, Tom Sims y Chuck Barfoot (fundador de Gnu Snowboard) llegaron con nuevos diseños, mecanismos y equipamientos relacionados que poco a poco se han ido desarrollando en el mundo del snowboard y que hoy en día se conocen.
La primera Carrera Nacional de Snowboard de Estados Unidos se celebró en 1982 en Suicide Six, Vermont. El primer Campeonato Mundial de Halfpipe se celebró en 1983, Soda Springs, California. La primera Copa del Mundo se celebró en 1985 en Zürs, Austria.
En 1990 se fundó la Federación Internacional de Snowboard (ISF) para regular las competiciones de forma universal. Además, la Asociación de Snowboard de los EE. UU. (USASA) regula y organiza competiciones de snowboard en la actualidad. Hoy en día, estos eventos de snowboard de alto nivel como los X Games de invierno, el Air &Style, US Open, Juegos Olímpicos, entre otros, son emitidos y seguidos mundialmente.
Inicialmente, las estaciones de esquí adoptaron al snowboard de una forma más lenta que el público. Durante muchos año, se creó una confrontación entre esquiadores y snowboarders. Al principio muchas estaciones de esquí denegaban el acceso a los tablistas, después se les pedía un nivel mínimo antes de subir al telesilla, ya que, existía el pensamiento de que los tablistas más novatos dejaban las pistas "limpias" de nieve, es decir, se llevaban toda la nieve y dejaban las pistas en mal estado. En 1985 solo el 7% de las estaciones de esquí de los Estados Unidos, datos muy similares a Europa, permitía el acceso a los practicantes de snowboard. Posteriormente, con el progreso tanto en la técnica y el equipamiento, poco a poco el snowboard fue más aceptada. En 1990, la gran mayoría de estaciones de esquí tenía pistas separadas para el snowboard. Actualmente, un 97 % de todas las estaciones de esquí en EE. UU. y Europa permiten el snowboard y tienen zonas específicas para el estilo libre.

## Modalidades
Existen varias modalidades de competición con el snowboard:
- Estilo libre: (freestyle) Modalidad que se centra en hacer acrobacias, que son piruetas, saltos, tirabuzones tanto en el sentido habitual de marcha como en reverso. Para realizarlas el esquiador se "ayuda" de distintos módulos que a su vez distinguen distintas disciplinas dentro de esta disciplina.
  - Mediotubo: (half-pipe) Se practica dentro de un  medio tubo de nieve con paredes altas y verticales dispuesto en una pendiente de desnivel medio y en la que los tablistas tratan de realizar todas las acrobacias posibles saltando más allá de los bordes de este. Se complementa con el super half-pipe ("mediotubo gigante") que es de mayor anchura entre muros, y con transición entre ellos más suave. Es una disciplina muy difícil y en la que se suelen utilizar tablas y fijaciones muy duras y reactivas que permitan un control total. Esta modalidad es olímpica. Se construyen los muros con accesorios muy caros para las máquinas pisa-pistas, por eso son tan escasos en lugares con poca tradición freestyle.
  - Descenso (slopestyle): Esta modalidad se practica en una pista en la que hay dispuestos varios módulos como saltos, barandillas y cajones sobre los que el tablista trata de hacer en una bajada todos los trucos posibles. Es disciplina olímpica desde los Juegos Olímpicos de Invierno 2014.
  - Salto gigante: (big air) Esta modalidad consiste en varios intentos de un solo salto gigante (de varios metros de altura y con generalmente más de 20 metros de plano antes de la recepción) en el que los riders tratan de hacer sus mejores acrobacias en un único salto.
  - Acrobacias (jibbing): En esta modalidad el tablista se desliza sobre barandillas y cajones con la tabla.
  - Cuartotubo (quarterpipe): El deportista se tira a toda velocidad contra un cuarto de tubo de nieve saltando hacia arriba lo más alto posible y tratando de realizar la mejor acrobacia durante su vuelo, o, en algunas ocasiones, de alcanzar la mayor altura posible.
- Fuera de pista (freeride): Esta modalidad está enfocada al descenso por lugares extremos, fuera de las pistas. Cuando se funde con el estilo libre (en aspectos como la utilización de elementos naturales como cortados de rocas, riscos, aristas, etc) se conoce como freeride extremo.
- Eslalon paralelo: Los competidores deben esquivar las puertas en zigzag. Descienden primero de manera individual y se clasifican los 32 mejores tiempos para las eliminatorias. En estas, salen dos competidores a la vez con puertas automáticas y descienden una vez por cada lado. En estas el vencedor va pasando mangas hasta la final. El palo interior de la puerta es corto para facilitar la inclinación en curva del tablista. Los competidores usan una bota rígida, parecida a la de esquí, pero con más inclinación. Esta bota empezó siendo la más habitual entre los practicantes del nuevo deporte en los años 1980, pero ahora ha quedado relegada a esta competición.
- Carrera (boardercross): modalidad que se disputa con 4 competidores a la vez, bajando por una pista llena de saltos, curvas peraltadas y obstáculos variados. Primero descienden de manera individual, y se clasifican los 32 mejores tiempos, que pasan a las eliminatorias de 4 a la vez. En esta modalidad conviven los practicantes con bota blanda y los de bota dura de eslalon, siendo el creador de la pista el responsable de igualar las fuerzas entre de las dos corrientes del snowboard. Esta modalidad es olímpica desde Turín 2006.
- Snowboard de montaña o travesía: Esta modalidad es más común en esquí, pero que hace unos años se incorporó a la tabla de nieve a través de tablas especiales, llamada splitboard, para dicha modalidad.

## Entorno del snowboard

### Deportistas
A lo largo de la historia del snowboard algunos deportistas se han convertido en leyendas, quedando su apellido como denominación para el truco o acrobacia inventados o su estilo de practicar snowboard. Tom Sims, pionero competidor y en producir tablas a gran escala, Craig Kelly (+) revolucionó el estilo al llamado estilo libre, el posicionamiento sobre la tabla y las fijaciones a esta, desde finales de los 80, su fallecimiento sepultado en una avalancha le encumbró a lo más alto de este deporte. John Håkonsen, incorporó en el halfpipe las rotaciones en eje vertical y horizontal de modo simultáneo entrando marcha atrás, y todas las evoluciones siguen usando su apellido; Haakon, Haakon 540º, Haakon 720º, Haakon 1080º, y así sucesivamente, Michael Michalchuck incorporó hace más de 10 años, también en mediotubo, el doble mortal hacia atrás, abriendo esta nueva vía a todos los deportes extremos. Serge Vitelli es otra leyenda, por dar nombre a los giros inclinados rozando cara o espalda.

## Ejecución y aprendizaje
Una correcta ejecución del snowboard requiere años de aprendizaje y un inicio temprano en el mismo.

## Seguridad y precauciones

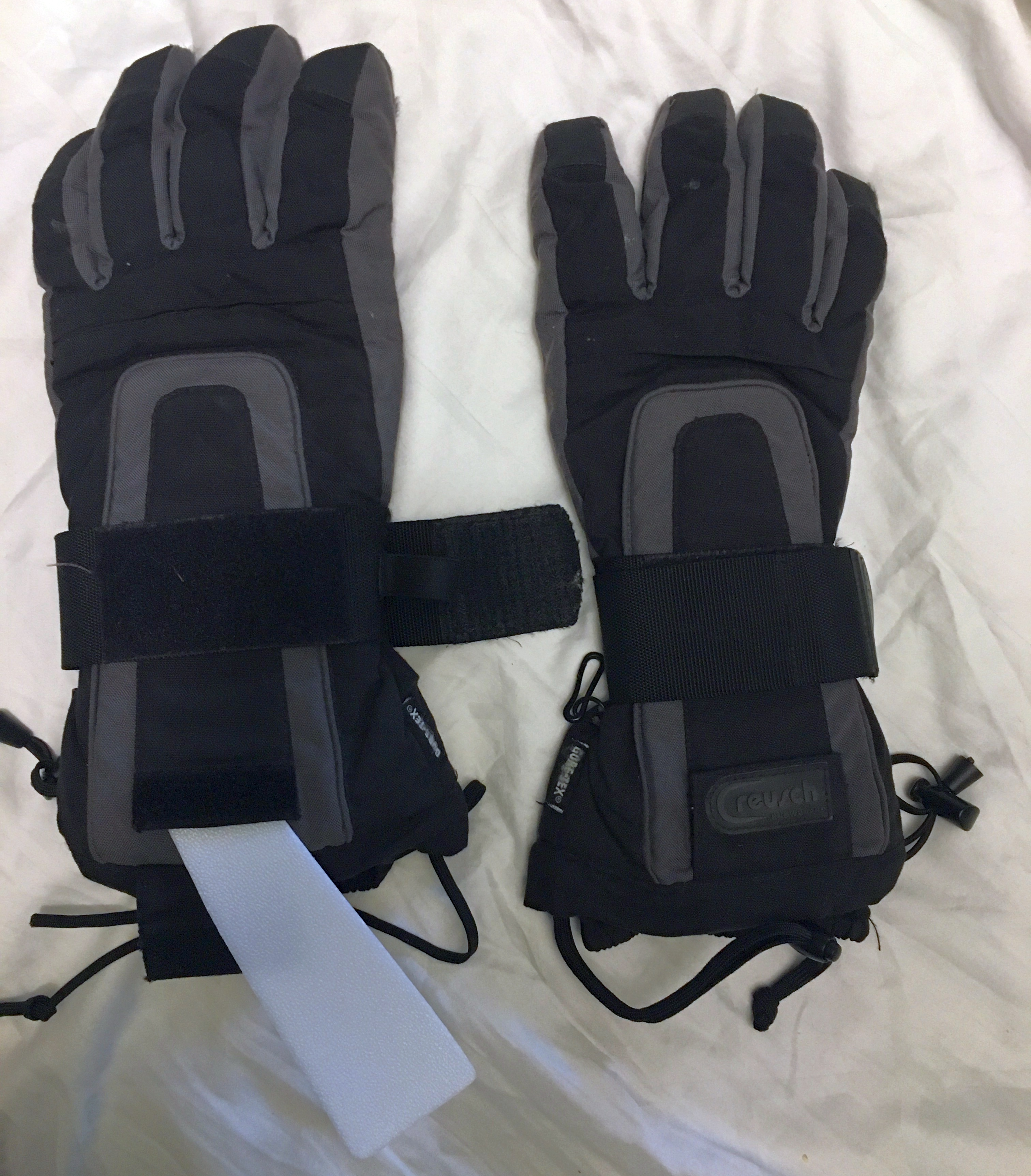
Guantes con un elemento de plástico integrado, a la izquierda parcialmente desplegado, como protección de la muñeca. El elemento se aprieta firmemente a la muñeca con una correa ancha de velcro, que puede verse suelta en el guante izquierdo y apretada en el derecho. Así se estabiliza la muñeca y se evita que se dañe al caer sobre las manos.

Al igual que otros deportes de invierno, el snowboard conlleva cierto nivel de riesgo.
El snowboarder medio es un varón de unos veinte años, y hay tres veces más hombres que mujeres en este deporte. Los practicantes de snowboard tienen un riesgo 2,4 veces mayor de fracturas que los esquiadores, sobre todo en las extremidades superiores. Por el contrario, el riesgo de lesiones de rodilla es menor entre los practicantes de snowboard que entre los esquiadores.La tasa de lesiones en snowboard es de alrededor de cuatro a seis por cada mil personas por día, que es aproximadamente el doble de la tasa de lesiones para el esquí alpino. Las lesiones son más probables entre los principiantes, especialmente los que no toman clases con instructores profesionales. Una cuarta parte de todas las lesiones se producen en ciclistas principiantes y la mitad en aquellos con menos de un año de experiencia. Los jinetes experimentados tienen menos probabilidades de sufrir lesiones, pero las que se producen tienden a ser más graves.
Dos tercios de las lesiones se producen en la parte superior del cuerpo y un tercio en la parte inferior. Esto contrasta con el esquí alpino, en el que dos tercios de las lesiones se producen en la parte inferior del cuerpo. Los tipos de lesiones más comunes son los esguinces, que representan alrededor del 40% de las lesiones. El punto más común de lesión son las muñecas - el 40% de todas las lesiones de snowboard son en las muñecas y el 24% de todas las lesiones de snowboard son fracturas de muñeca.  Cada año se producen alrededor de 100.000 fracturas de muñeca en todo el mundo entre los practicantes de snowboard.  Por este motivo, se recomienda encarecidamente el uso de guantes, ya sean independientes o integradas en los guantes. Suelen ser obligatorias en las clases para principiantes y su uso reduce a la mitad la probabilidad de lesiones de muñeca. Además, es importante que los practicantes de snowboard aprendan a caer sin detener la caída con la mano intentando "empujar" la pendiente, ya que aterrizar con la muñeca doblada en un ángulo de 90 grados aumenta las posibilidades de que se rompa. En cambio, aterrizar con los brazos estirados (como un ala) y golpear la pendiente con todo el brazo es una forma eficaz de frenar una caída. Este es el método que utilizan los practicantes de judo y otras artes marciales para frenar una caída cuando son lanzados contra el suelo por un compañero de entrenamiento.
El riesgo de traumatismo craneoencefálico es de dos a seis veces mayor para los practicantes de snowboard que para los esquiadores, y las lesiones siguen el patrón de ser más raras, pero más graves, entre los practicantes experimentados. Los traumatismos craneoencefálicos pueden producirse tanto como consecuencia de una colisión como al no realizar un giro de talón. En este último caso, el piloto puede caer de espaldas y golpearse la parte posterior de la cabeza contra el suelo, lo que puede provocar un traumatismo craneoencefálico occipital. Por este motivo, se recomienda encarecidamente el uso del casco. También se recomienda el uso de gafas protectoras, ya que los impactos pueden provocar lesiones oculares y la ceguera de la nieve puede ser consecuencia de la exposición a la luz ultravioleta intensa en zonas nevadas. Se recomienda el uso de gafas de absorción ultravioleta incluso en días brumosos o nublados, ya que la luz ultravioleta puede atravesar las nubes. 
A diferencia de las fijaciones de esquí, las de snowboard no están diseñadas para soltarse automáticamente en caso de caída. La sujeción mecánica de los pies a la tabla reduce la probabilidad de lesiones de rodilla: el 15% de las lesiones de snowboard se producen en la rodilla, frente al 45% de todas las lesiones de esquí. Estas lesiones suelen afectar a los ligamentos de la rodilla, mientras que las fracturas óseas son poco frecuentes. Las fracturas de la parte inferior de la pierna también son poco frecuentes, pero el 20% de las lesiones se producen en el pie y el tobillo. Las fracturas del hueso astrágalo son raras en otros deportes, pero representan el 2% de las lesiones de snowboard; el personal médico a veces denomina "tobillo de snowboarder" a la fractura del astrágalo con apófisis lateral. Esta lesión concreta provoca un dolor lateral persistente en el tobillo afectado, pero es difícil de detectar en una radiografía simple. Puede diagnosticarse erróneamente como un simple esguince, con posibles consecuencias graves, ya que no tratar la fractura puede provocar graves daños a largo plazo en el tobillo. El uso de ultrasonidos portátiles para el diagnóstico en montaña ha sido revisado y parece ser una herramienta plausible para el diagnóstico de algunas de las lesiones comunes asociadas con el deporte.